# Parafia św. Apostołów Piotra i Pawła w Waśniowie
Parafia pw. Świętych Apostołów Piotra i Pawła w Waśniowie – parafia rzymskokatolicka znajdująca się w diecezji sandomierskiej w dekanacie Kunów. 
Erygowana przed 1362. Mieści się przy Rynku.